# Папенхаген
Папенхаген (њем. Papenhagen) општина је у њемачкој савезној држави Мекленбург-Западна Померанија. Једно је од 64 општинска средишта округа Нордфорпомерн. Према процјени из 2010. у општини је живјело 622 становника. Посједује регионалну шифру (AGS) 13057065.

## Географски и демографски подаци
Папенхаген се налази у савезној држави Мекленбург-Западна Померанија у округу Нордфорпомерн. Општина се налази на надморској висини од 14 метара. Површина општине износи 20,8 km². У самом мјесту је, према процјени из 2010. године, живјело 622 становника. Просјечна густина становништва износи 30 становника/km².